# وزارة التربية والتعليم (ليبيا)
التعليم في ليبيا يخضع لإشراف وزارة التربية والتعليم. وتعتبر جميع مراحل التعليم بالقطاع العام مجانية، ينقسم إلى مرحلتي التعليم العام والتعليم العالي. يعتبر التعليم العام إجباري، وينقسم إلى تعليم ابتدائي وتعليم إعدادي وتعليم ثانوي، أما التعليم العالي فهو ينقسم إلى التعليم الجامعي والمعاهد ويخضع تحت إشراف وزارة التعليم العالي والبحث العلمي. 

## التاريخ

### تطور التعليم الجامعي
تأسست أول جامعة بليبيا في سنة 1955 وحملت اسم الجامعة الليبية وكان مقرها بنغازي، حيث بدأت بكلية واحدة وهي كلية الآداب والتربية وكان عدد طلابها 31 طالب (دون طالبات)، في عام 1973 انحلت الجامعة إلى جامعتين جامعة بنغازي (جامعة قاريونس) وجامعة طرابلس، أما ثاني جامعة فكانت الجامعة الإسلامية التي تأسست في 1960 والتي مقرها البيضاء، كانت الجامعة زاوية دينية ثم تطورت إلى معهد ديني متوسط حتي أصبحت جامعة، أصبحت تعرف فيما بعد بجامعة عمر المختار.

#### التوسع في التعليم الجامعي
بدأ من جامعة واحدة في عام 1955، إثنتين في 1960 ثم ثلاث في 1973 ثم توالى بعد ذلك افتتاح الجامعات الجديدة، حتى وصل عددها عام 1985 11 جامعة، وفي 1990 ثلاث عشرة، وفي عام 1995 أربع عشرة جامعة، وكان عددها في عام 2001 اثنين وعشرين جامعة.
وكانت الزيادة في عدد الطلاب كبيرة هي الأخرى، ففي عام 1960 كان عددهم 729 طالباً، وارتفع إلى 5198 عام 1970، ثم إلى (19,453) طالباً 1980 وإلى (62,227) طالباً عام 1990.
وزاد إقبال الإناث على التعليم، حيث ارتفعت نسبة الطالبات من (3.3%) عام 1960 إلى 43.2% عام 1990

## هيكلية الوزارة (2018)
يرأس الوزارة محمد عماري زايد ويتبعه مباشرة الوكلاء ولكل واحد منهم إختصاصات معينة.

### الوكلاء
- وكيل الديوان وشؤون التعليم العام
- وكيل الوزارة لشؤون التعليم العالي
- وكيل الوزارة لشؤون الهيئات والمراكز

### المكاتب
- مكتب شؤون الوزير
- مكتب المراجعة الداخلية
- مكتب ضمان الشفافية ومكافحة الفساد
- مكتب دعم وتمكين المرأة
- مكتب الشؤون القانونية والشكاوى
- مكتب التعاون الدولي
- مكتب التواصل والإعلام
- مكتب المتابعة وتقييم الأداء
- مكتب شؤون وكيل التعليم العام
- مكتب شؤون وكيل التعليم العالي
- مكتب شؤون وكيل الهيئات والمراكز

### الإدارات
- إدارة الشؤون الإدارية والمالية
- إدارة رياض الأطفال
- إدارة التعليم الأساسي
- إدارة التعليم الثانوي
- إدارة التعليم الخاص
- إدارة الخدمة الإجتماعية والصحة المدرسية
- إدارة الاحتياط العام
- إدارة الموارد البشرية
- إدارة التخطيط والإستراتيجيات
- إدارة الدراسات العليا
- إدارة شؤون الجامعات
- إدارة تعليم وإندماج الفئات الخاصة
- إدارة النشاط المدرسي
- إدارة الدعم والإرشاد النفسي
- إدارة الملحقيات وشؤون الموفدين

### الهيئات والمراكز
- الهيئة الوطنية للتعليم التقني والفني
- هيئة أبحات العلوم الطبيعية والتكنولوجيا
- المركز الوطني لضمان الجودة
- المركز العام للتدريب وتطوير التعليم
- المركز الوطني للغات الحية
- المركز الوطني للإمتحانات
- مركز المناهج التعليمية والبحوث التربوية
- مركز المعلومات والتوثيق

### المصلحات
- مصلحة التفتيش والتوجيه التربوي
- مصلحة المرافق التعليمية

### المجالس واللجان
- المجلس الإستشاري لتطوير التعليم
- مجمع اللغة العربية
- اللجنة الوطنية للتربية والثقافة والعلوم
- اللجنة العليا للإمتحانات
- اللجنة العلمية الإستشارية لجائحة كورونا (مؤقت)

### مراقبات شؤون التعليم
- مراقبة في كل بلدية

## التعليم العام
وهو يعتبر تعليم إجباري وينقسم إلى:
- التعليم الابتدائي وهي فترة ستة سنوات دراسية
- التعليم الإعدادي وهي فترة 3 سنوات ويحصل الطالب بالنهاية على شهادة الإعدادية
- التعليم الثانوي وهي فترة 3 سنوات، في أول سنة يكون دراسة عامة بكل المواد وبعد ذلك يختار الطالب التخصص العلمي أم التخصص الأدبي، يتحصل الطالب بالنهاية على شهادة الثانوية

### التعليم الابتدائي
تكون فترة التعليم الابتدائي للطلاب من عمر 6 حتى العمر 12

### التعليم الإعدادي
تكون فترة التعليم الإعدادي لطلاب من عمر 13 حتى العمر 15

### التعليم الثانوي
تكون فترة التعليم الثانوي للطلاب من عمر 16 حتى العمر 18، ويدرس ثلاث سنوات. في السنة الأولى يدرس جميع المواد، و في السنة الثانية يختار مابين المسار العلمي أو الادبي بناءاً على ميوله لأي من التخصصين نظراً لمروره على جميع المواد في السنة الأولى، ثم في نهاية السنة الثالثة يتحصل الطالب على الشهادة الثانوية و بها يدخل الجامعة أو المعهد العالي.

## التعليم العالي
وهي المرحلة الثانية من التعليم وعلى عكس المرحلة الأولى فهي تعتبر أمر اختياري على الطالب وينقسم الخيار إلى:
- التعليم الجامعي
- تعليم المعاهد

## الابتعاث الخارجي
منذ السبعينات تقوم جهات تنفيذية للدولة بإرسال الطلاب الراغبين للتعليم بالخارج على نفقتها، كان البرنامج في البداية يوفد الطلاب للدراسة بالولايات المتحدة وبريطانيا وفرنسا ومصر، ولكن تخبط البرنامج بسبب العقوبات والعلاقات الخارجية المتقلبة ل ليبيا، فتنوعت وجهات الطلاب تبعاً لذلك ووصل عدد الدول التي يوفد إليها الطلاب لأكثر من 40 دولة، ضمت مالطا والدول العربية وأغلب أقطار المنظومة الاشتراكية السابقة وأقطار جنوب شرق آسيا.

## المناهج
وزارة التعليم هي المسؤولة عن المنهاج الليبي وتعتمد المنهاج كل من المدارس العامة والخاصة.

## التقسيم الإداري
هناك تقسيم إداري خاص بالتعليم هدفه تسهيل الخدمات التعليمية، وكل ما يتعلق بها نظراً لمساحة ليبيا الكبيرة وتباعد المدن والمناطق، تنقسم ليبيا إلى 36 منطقة تعليمية والتي بدورها تتفرع إلى مكاتب خدمات تعليمية يتبعها عدد من المدارس.

## ميزانية التعليم
إن البيانات المالية المتاحة عن الإنفاق على التعليم في ليبيا قليلة، فحسب تقرير اليونسكو عن «التعليم للجميع» الصادر في 2000، بينت دراسة الحالة الخاصة بليبيا أن ميزانية التعليم بلغت 640 مليون دينار سنة 1993، ووفقاً لمعهد اليونسكو للإحصاء فإن الإنفاق العام على التعليم كان يمثل %2,7 من إجمالي الناتج المحلي سنة 1999، وتبين الدراسة التي أجراها البنك الدولي أن الحصة المخصصة للتعليم من إجمالي الناتج المحلي في ليبيا من أعلى الحصص في العالم إذ بلغت %7 عام 1997. وبحساب نصيب نفقات التعليم من نفقات تشغيل القطاع العام يتضح أنها كانت تمثل %27 في عام 2007، وهي نسبة عالية قياساً بالمعايير الدولية، فهي تبلغ ضعفي نظيراتها في بلدان منظمة التنمية والتعاون في الميدان الاقتصادي (OECD).

## نسبة القادرين على القراءة والكتابة
في الثمانينات، كانت تقديرات إجمالي محو الأمية بين 50 و60 في المئة، أو نحو 70 في المئة للرجال و35 في المائة للنساء، ولكن ضاقت الفجوة بين الجنسين منذ ذلك الحين، خاصة بسبب زيادة الحضور المدرسي للإناث. لعام 2001 ويقدر تقرير التنمية البشرية لبرنامج الأمم المتحدة الإنمائي أن معدل محو أمية الكبار ارتفعت إلى نحو 80.8 في المئة، أو 91.3٪ للذكور و69.3٪ للإناث. وفقا إلى تقديرات حكومة الولايات المتحدة لـ‍2004، و82 في المئة من مجموع السكان البالغين (سن 15 فما فوق) قادرين على القراءة والكتابة، أو 92 في المئة من الذكور و72٪ من الإناث.

## إحصائيات
| مرآة توضيحية لعدد المكاتب التعليمية وعدد المدارس وعدد التلاميد وعدد الفصول الدراسية ومتوسط الكثافة الطلابية على مستوي المناطق التعليمية بليبيا - 2012 | مرآة توضيحية لعدد المكاتب التعليمية وعدد المدارس وعدد التلاميد وعدد الفصول الدراسية ومتوسط الكثافة الطلابية على مستوي المناطق التعليمية بليبيا - 2012 | مرآة توضيحية لعدد المكاتب التعليمية وعدد المدارس وعدد التلاميد وعدد الفصول الدراسية ومتوسط الكثافة الطلابية على مستوي المناطق التعليمية بليبيا - 2012 | مرآة توضيحية لعدد المكاتب التعليمية وعدد المدارس وعدد التلاميد وعدد الفصول الدراسية ومتوسط الكثافة الطلابية على مستوي المناطق التعليمية بليبيا - 2012 | مرآة توضيحية لعدد المكاتب التعليمية وعدد المدارس وعدد التلاميد وعدد الفصول الدراسية ومتوسط الكثافة الطلابية على مستوي المناطق التعليمية بليبيا - 2012 | مرآة توضيحية لعدد المكاتب التعليمية وعدد المدارس وعدد التلاميد وعدد الفصول الدراسية ومتوسط الكثافة الطلابية على مستوي المناطق التعليمية بليبيا - 2012 | مرآة توضيحية لعدد المكاتب التعليمية وعدد المدارس وعدد التلاميد وعدد الفصول الدراسية ومتوسط الكثافة الطلابية على مستوي المناطق التعليمية بليبيا - 2012 |
| الرقم | المنطقة التعليمية | عدد مكاتب الخدمات التعليمية | عدد المدارس | إجمالى عدد التلاميد | إجمالى عدد الفصول | متوسط الكثافة الطلابية |
| --- | --- | --- | --- | --- | --- | --- |
| 1 | اجدابيا | 3 | 50 | 21,703 | 869 | 25 |
| 2 | بدر | 1 | 8 | 1,106 | 80 | 14 |
| 3 | بنغازي | 7 | 210 | 107,497 | 3,828 | 28 |
| 4 | بني وليد | 1 | 49 | 11,005 | 552 | 20 |
| 5 | تازربو | 1 | 6 | 1,594 | 62 | 25 |
| 6 | ترهونة | 1 | 86 | 13,466 | 843 | 16 |
| 7 | تيجي | 1 | 13 | 1,658 | 124 | 13 |
| 8 | الجبل الأخضر | 7 | 135 | 39,703 | 1,863 | 22 |
| 9 | الجبل الغربي | 18 | 304 | 53,633 | 3,109 | 17 |
| 10 | الجفرة | 4 | 39 | 9,502 | 445 | 21 |
| 11 | الجميل | 3 | 75 | 17,159 | 885 | 19 |
| 12 | جنزور | 3 | 94 | 37,136 | 1,558 | 24 |
| 13 | درنة | 3 | 58 | 21,741 | 899 | 24 |
| 14 | الزاوية | 5 | 148 | 41,222 | 2,019 | 20 |
| 15 | زليتن | 3 | 118 | 35,381 | 2,440 | 15 |
| 16 | زوارة | 1 | 18 | 4,756 | 245 | 19 |
| 17 | سبها | 2 | 41 | 24,634 | 847 | 29 |
| 18 | سرت | 5 | 95 | 26,049 | 1,226 | 21 |
| 19 | صبراتة | 1 | 66 | 14,302 | 735 | 19 |
| 20 | صرمان | 1 | 40 | 11,095 | 585 | 19 |
| 21 | طبرق | 6 | 90 | 31,002 | 1,273 | 24 |
| 22 | طرابلس | 6 | 285 | 176,442 | 6,558 | 27 |
| 23 | العجيلات | 3 | 86 | 14,324 | 892 | 16 |
| 24 | العزيزية | 3 | 79 | 18,781 | 907 | 21 |
| 25 | غات | 3 | 18 | 4,583 | 212 | 22 |
| 26 | القبة | 3 | 41 | 10,515 | 474 | 22 |
| 27 | قصر بن غشير | 4 | 104 | 27,040 | 12,48 | 22 |
| 28 | الكفرة | 1 | 18 | 7,588 | 272 | 28 |
| 29 | المرج | 6 | 138 | 36,808 | 1,658 | 22 |
| 30 | مرزق | 6 | 61 | 15,221 | 740 | 21 |
| 31 | المرقب | 7 | 359 | 65,559 | 3,758 | 17 |
| 32 | مصراتة | 5 | 136 | 54,739 | 2,352 | 23 |
| 33 | نالوت | 9 | 71 | 12,420 | 726 | 17 |
| 34 | الواحات | 4 | 29 | 6,455 | 279 | 23 |
| 35 | وادي الآجال | 3 | 44 | 13,508 | 576 | 23 |
| 36 | وادي الشاطئ | 5 | 57 | 14,583 | 753 | 19 |
| المجموع | المجموع | 145 | 3,269 | 1,003,865 | 45,892 | 22 |

| إحصائية بعدد طلبة السنوات (الأولى - الثانية - الثالثة) ثانوي حسب الجنس بجميع الشُعب على مستوى ليبيا - 2012 | إحصائية بعدد طلبة السنوات (الأولى - الثانية - الثالثة) ثانوي حسب الجنس بجميع الشُعب على مستوى ليبيا - 2012 | إحصائية بعدد طلبة السنوات (الأولى - الثانية - الثالثة) ثانوي حسب الجنس بجميع الشُعب على مستوى ليبيا - 2012 | إحصائية بعدد طلبة السنوات (الأولى - الثانية - الثالثة) ثانوي حسب الجنس بجميع الشُعب على مستوى ليبيا - 2012 | إحصائية بعدد طلبة السنوات (الأولى - الثانية - الثالثة) ثانوي حسب الجنس بجميع الشُعب على مستوى ليبيا - 2012 | إحصائية بعدد طلبة السنوات (الأولى - الثانية - الثالثة) ثانوي حسب الجنس بجميع الشُعب على مستوى ليبيا - 2012 | إحصائية بعدد طلبة السنوات (الأولى - الثانية - الثالثة) ثانوي حسب الجنس بجميع الشُعب على مستوى ليبيا - 2012 | إحصائية بعدد طلبة السنوات (الأولى - الثانية - الثالثة) ثانوي حسب الجنس بجميع الشُعب على مستوى ليبيا - 2012 | إحصائية بعدد طلبة السنوات (الأولى - الثانية - الثالثة) ثانوي حسب الجنس بجميع الشُعب على مستوى ليبيا - 2012 | إحصائية بعدد طلبة السنوات (الأولى - الثانية - الثالثة) ثانوي حسب الجنس بجميع الشُعب على مستوى ليبيا - 2012 | إحصائية بعدد طلبة السنوات (الأولى - الثانية - الثالثة) ثانوي حسب الجنس بجميع الشُعب على مستوى ليبيا - 2012 | إحصائية بعدد طلبة السنوات (الأولى - الثانية - الثالثة) ثانوي حسب الجنس بجميع الشُعب على مستوى ليبيا - 2012 | إحصائية بعدد طلبة السنوات (الأولى - الثانية - الثالثة) ثانوي حسب الجنس بجميع الشُعب على مستوى ليبيا - 2012 | إحصائية بعدد طلبة السنوات (الأولى - الثانية - الثالثة) ثانوي حسب الجنس بجميع الشُعب على مستوى ليبيا - 2012 | إحصائية بعدد طلبة السنوات (الأولى - الثانية - الثالثة) ثانوي حسب الجنس بجميع الشُعب على مستوى ليبيا - 2012 | إحصائية بعدد طلبة السنوات (الأولى - الثانية - الثالثة) ثانوي حسب الجنس بجميع الشُعب على مستوى ليبيا - 2012 |
| الشُعبة | الشُعبة | شعبة العلوم الأساسية                                                                                      | شعبة العلوم الأساسية                                                                                      | شعبة علوم الحياة                                                                                          | شعبة علوم الحياة                                                                                          | شعبة العلوم الهندسية                                                                                      | شعبة العلوم الهندسية                                                                                      | شعبة العلوم الاقتصادية                                                                                    | شعبة العلوم الاقتصادية                                                                                    | شعبة العلوم الاجتماعية                                                                                    | شعبة العلوم الاجتماعية                                                                                    | شُعبة اللغات                                                                                               | شُعبة اللغات                                                                                               | المجموع                                                                                                   | المجموع                                                                                                   |
| --- | --- | --- | --- | --- | --- | --- | --- | --- | --- | --- | --- | --- | --- | --- | --- |
| الجنس | الجنس | ذكور | إناث | ذكور | إناث | ذكور | إناث | ذكور | إناث | ذكور | إناث | ذكور | إناث | ذكور | إناث |
| عدد الطلاب                                                                                                | عدد الطلاب                                                                                                | 9,687 | 20,726 | 10,901 | 35,230 | 31,213 | 7,785 | 26,955 | 17,749 | 7,591 | 12,311 | 11,220 | 32,255 | 97,567 | 126,056                                                                                                   |
| المجموع النهائي                                                                                           | المجموع النهائي                                                                                           | 30,413 | 30,413 | 46,131 | 46,131 | 38,998 | 38,998 | 44,704 | 44,704 | 19,902 | 19,902 | 43,475 | 43,475 | 223,623                                                                                                   | 223,623                                                                                                   |

### أعضاء هيئة التدريس
يوجد في قطاع التعليم في ليبيا 646 ألفا موظف يمثلون حوالي 33% من أجمالي موظفي القطاع العام

#### الجامعات
- ليبيون 4143
- غير ليبيين 2731
- متعاونون 3918.

المجموع 10792 النسبة طالب إلى أستاذ 1:35

#### المعاهد العليا
- ليبيون 86
- غير ليبيين 58
- متعاونون 112

المجموع 256. النسبة طالب إلى أستاذ 1:20

#### المعاهد الصحية العليا
- ليبيون 30
- غير ليبيين 118
- متعاونون 737

المجموع 880 النسبة طالب إلى أستاذ 1:30

### أعداد الطلاب

#### طلاب الجامعات
عدد طلاب الجامعات لعام 2008، 2009:
- جامعة طرابلس 43,258 طالب/طالبة.
- جامعة قاريونس 46,382 طالب/طالبة.
- جامعة عمر المختار 29,227 طالب/طالبة.
- جامعة محمد بن علي السنوسي.
- جامعة الزاوية 36,347 طالب/طالبة.
- التحدي 8,567 طالب/طالبة.
- ناصر الأممية 940 طالب/طالبة.
- جامعة مصراتة 22,005 طالب/طالبة.
- الأسمرية 3,904 طالب/طالبة.
- طرابلس للعلوم الطبية 33,075 طالب/طالبة.
- العرب الطبية 10,295 طالب/طالبة.
- المفتوحة 1,325 طالب/طالبة.
- الخمس 26,905 طالب/طالبة.
- جامعة سبها 19,224 طالب/طالبة.
- الجبل الغربي 19,512 طالب/طالبة.

المجموع 300.966 طالب وطالبة.

#### طلاب المعاهد
- عدد طلاب المعاهد العليا التقنية 3,286 طالب.
- عدد طلاب المعاهد الصحية العليا 5,260 طالب.
- عدد الطلاب في القطاع 254,546 طالباً وطالبة.

#### خريجوا الجامعات منذ الإنشاء
المجموع 253,176
- جامعة طرابلس 100,000
- جامعة قاريونس 64,612
- جامعة عمر المختار 43,903
- جامعة الزاوية 34,451
- جامعة التحدي 3,039
- جامعة مصراتة 1,282
- جامعة الأسمرية 563
- الجامعة المفتوحة 5,440
- جامعة الخمس 14,486
- جامعة سبها 4,000
- جامعة الجبل الغربي 1,400

## وصلات خارجية
الموقع الرسمي لوزارة التعليم